# Podpora

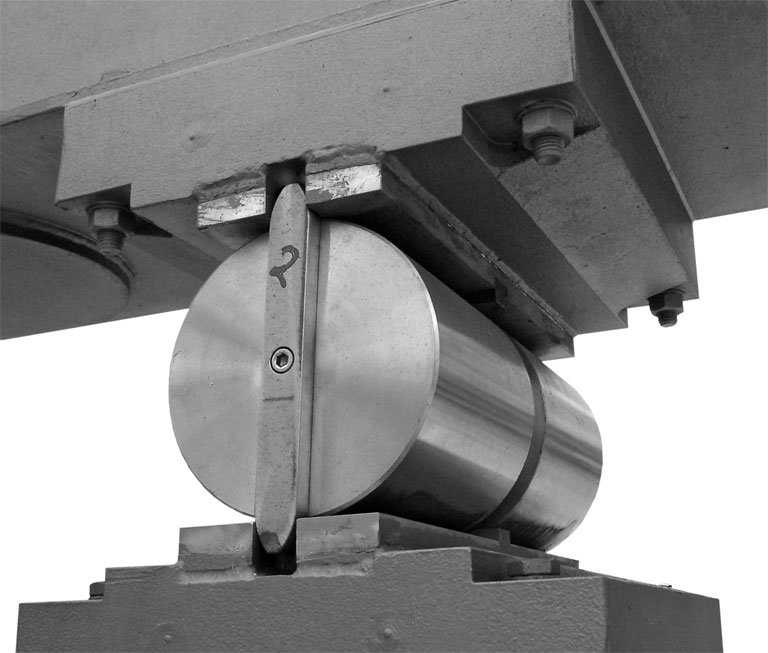
Ruchoma podpora mostowa

Podpora – wyróżnione miejsce konstrukcji (najczęściej jej węzeł), w którym znane jest jej przemieszczenie (najczęściej zerowe), bądź też zależność pomiędzy przemieszczeniem a reakcją (podpora podatna).

## Rodzaje podpór i reakcji w układzie płaskim[1]
1. Podpora ruchoma (przegubowo przesuwna) – występuje jedna reakcja R prostopadła do podłoża, po którym podpora się ślizga.
2. Podpora stała (przegubowo nieprzesuwna, obrotowa) – reakcja występuje w postaci ukośnej siły skupionej R o dwóch składowych X i Y równoległych do osi przyjętego układu współrzędnych.
3. Łożysko czołowe (przesuwne poprzecznie) – jedna reakcja R działa równolegle do osi pręta.
4. Utwierdzenie (podpora sztywna) – ukośna reakcja R o dwóch składowych  X i Y równoległych do osi układu współrzędnych. Dodatkowo występuje jeszcze reakcja w postaci momentu utwierdzenia M.
5. Utwierdzenie przesuwne wzdłużnie (łyżwa pozioma) – reakcja R prostopadła do osi pręta i moment utwierdzenia M.
6. Utwierdzenie przesuwne poprzecznie (łyżwa pionowa)– reakcja R równoległa do osi pręta i moment utwierdzenia M.

## Rodzaje podpór i reakcji w układzie przestrzennym
W tym przypadku istnieje duża różnorodność typów podpór. Najprostszymi z nich są: 
1. Podpora ruchoma (przesuw po płaszczyźnie) - w podporze tej tak jak w układzie płaskim reakcja R jest prostopadła do płaszczyzny na której podpora się znajduje.
2. Podpora stała (przegub kulisty) - w podporze tej reakcja R występuje w postaci trzech reakcji składowych X, Y i Z równoległych do osi układu współrzędnych.
3. Pełne utwierdzenie – sześć reakcji: trzy siły skupione i trzy momenty.